# Данді (Нью-Йорк)
Данді (англ. Dundee) — селище (англ. village) в США, в окрузі Єйтс штату Нью-Йорк. Населення — 1690 осіб (2020).

## Географія
Данді розташоване за координатами 42°31′25″ пн. ш. 76°58′38″ зх. д. / 42.52361° пн. ш. 76.97722° зх. д. (42.523728, -76.977306).  За даними Бюро перепису населення США в 2010 році селище мало площу 2,91 км², уся площа — суходіл.

## Демографія
Згідно з переписом 2010 року, у селищі мешкало 1725 осіб у 702 домогосподарствах у складі 429 родин. Густота населення становила 593 особи/км².  Було 774 помешкання (266/км²).
Расовий склад населення:
| - 97,7 % — білих - 0,9 % — чорних або афроамериканців - 0,3 % — азіатів - 0,1 % — вихідців з тихоокеанських островів - 0,1 % — корінних американців |

До двох чи більше рас належало 0,6 %. Частка іспаномовних становила 1,2 % від усіх жителів.
За віковим діапазоном населення розподілялося таким чином: 26,6 % — особи молодші 18 років, 57,2 % — особи у віці 18—64 років, 16,2 % — особи у віці 65 років та старші. Медіана віку мешканця становила 39,1 року. На 100 осіб жіночої статі у селищі припадало 93,2 чоловіків;  на 100 жінок у віці від 18 років та старших — 88,5 чоловіків також старших 18 років.
Середній дохід на одне домашнє господарство  становив 60 264 долари США (медіана — 40 214), а середній дохід на одну сім'ю — 73 253 долари (медіана — 51 328). Медіана доходів становила 41 538 доларів для чоловіків та 31 313 долари для жінок. За межею бідності перебувало 16,2 % осіб, у тому числі 22,7 % дітей у віці до 18 років та 10,5 % осіб у віці 65 років та старших.
Цивільне працевлаштоване населення становило 638 осіб. Основні галузі зайнятості: освіта, охорона здоров'я та соціальна допомога — 28,1 %, виробництво — 13,6 %, мистецтво, розваги та відпочинок — 8,6 %, роздрібна торгівля — 7,5 %.